# 南天門戰鬥
南天門戰鬥發生於1933年4月21日－5月13日，地點則是在中國熱河南部一帶。是抗日戰爭初期的主要戰鬥之一，交戰一方為守軍之國民革命軍，另一方則為日軍。而中國軍隊領導者為十七軍軍長徐庭瑤。
28日，日軍發動總攻擊。國民革命軍陣地全毀，5月11日劉勘師幾近傷亡，12日黃杰師亦受重大傷亡，13日國軍失守，撤離熱河南部